# Șpring
Șpring (en hongrois : Spring, en allemand : Gespreng) est une commune du județ d'Alba, Roumanie qui compte 2 420 habitants.
La commune est composée de six villages : Carpen, Carpenii de Sus, Cunța, Drașov, Șpring et Vingard.

## Démographie
D'après le recensement de 2011, la commune compte 2 420 habitants, en forte baisse par rapport au recensement de 2002 où elle en comptait 2 536.
Lors de ce recensement de 2011, 90,5 % de la population se déclare roumaine, 3,39 % de la population se déclare rom (5,45 % ne déclare pas d'appartenance ethnique).

## Politique
| Période                                  | Période  | Identité             | Étiquette     | Qualité |
| ---------------------------------------- | -------- | -------------------- | ------------- | ------- |
| Les données manquantes sont à compléter. |          |                      |               |         |
| 2004                                     | En cours | Daniel Gheorghe Rusu | PNL puis ALDE |         |

| Parti | Parti                                      | Sièges |
| ----- | ------------------------------------------ | ------ |
|       | Alliance des libéraux et démocrates (ALDE) | 6      |
|       | Parti national libéral (PNL)               | 4      |
|       | Parti social-démocrate (PSD)               | 1      |